# Yo gané el prode... y Ud.?
Yo gané el Prode... y Ud.? es una película argentina estrenada el 28 de junio de 1973 dirigida por Emilio Vieyra y protagonizada por un gran elenco que incluía a Ricardo Bauleo, Erika Wallner, Víctor Bó, Perla Caron, Mónica Jouvet y Adrián Ghio.

## Sinopsis
Es una comedia costumbrista de los tiempos en que ganar en el Prode (lotería deportiva) en Argentina era todo un acontecimiento.  Reconstruye las ansiosas búsquedas de los periodistas televisivos para hallar a los ganadores del Prode, un verdadero antecedente de los "movileros", habituales en la TV a partir de 1990
Raúl Lavié canta "Sur",  tango con música de Aníbal Troilo y letra de Homero Manzi, y "La Vieja Serenata", vals con letra de Sandalio Gómez y música de Teófilo Ibáñez.

## Elenco
Intervinieron en el filme los siguientes intérpretes:
- Ricardo Bauleo......Ricardo Rey
- Erika Wallner..........Mariana
- Víctor Bó...............Gulliver
- Mario Sapag..........Beto, asaltante
- Adolfo García Grau..Cholo, jefe de la banda
- Silvio Soldán...........él mismo, conductor TV y voz en off
- Julio De Grazia.......Miguel, mánager de Polo
- Raúl Lavié..............cantante, Roberto Polo Roldán
- Raimundo Soto......José Pérez
- Perla Caron...........Valeria Morandi
- Ricardo Morán......vendedor ambulante
- Mónica Jouvet........Paloma
- Adrián Ghío............Angel
- Andrés Redondo.....padre de Paloma
- Noemí del Castillo...Carmen, esposa de José Pérez
- Raúl Ricutti............cliente asaltado en agencia
- Marta Cerain..........mujer aspirante a modelo
- Tristán...................policía
- Aldo Kaiser
- Aldo Bigatti...........jefe de Ricardo
- Eddie Trucco
- Hilda Viñas...........señora que baja del taxi
- Jorge de la Riestra...cuñado de José Pérez
- José Omar Pastoriza...él mismo, jugador, dueño de pizzería
- José María Muñoz...relator de fútbol
- Néstor Ibarra...........comentarista radial
- Dante Zavatarelli......comentarista radial
- Carlos Alberto ........comentarista radial
- Orestes Trucco
- Carlos Serafino.......agenciero asaltado
- Eduardo Ayala
- Fernando Iglesias....señor mayor en la cola en la calle
- Mariel Armen
- Carlos Luzzieti
- Polo Cortés
- Olga Bruno
- Ginzo
- Rubén Matías
- Óscar Maril
- María del Pilar Zuviria
- Leontina Scapola
- Tina Serrano..........esposa del hincha del Boca
- Esperanza López Torres
- Miguel Jordán........hincha de River en la cola
- Rodolfo Drago
- Conjunto "Punto y Banca"